# Basilica di Superga
La basilica di Superga, nota anche come Real basilica di Superga, sorge sull'omonimo colle, a 672 metri sul livello del mare, a nord-est di Torino. Fu fatta costruire dal re Vittorio Amedeo II come ringraziamento alla Vergine Maria, dopo aver sconfitto i francesi. Per questo motivo è considerato un "monumento celebrativo".
Il progetto è dell'architetto messinese, abate Filippo Juvarra, e risale al 1715. Alla cappella, posta alla sommità dell'omonima collina, si può giungere attraverso strada o servendosi della tranvia Sassi-Superga. La storia della basilica risale al 2 settembre 1706, quando il duca di Savoia, Vittorio Amedeo II, e il principe Eugenio di Savoia (del ramo Savoia-Soissons), salirono sul colle per osservare Torino assediata dai franco-spagnoli. Vittorio Amedeo, inginocchiatosi dinanzi ad un vecchio pilone, giurò che, in caso di vittoria, avrebbe edificato un monumento alla Madonna.
E così avvenne: dall'alba fino alle prime ore del pomeriggio del 7 settembre si scontrarono nei campi presso Lucento e Madonna di Campagna le armate francesi e piemontesi e la vittoria arrise ai piemontesi.
Grazie alla vittoria nella battaglia, ancora prima della fine della guerra in corso contro Luigi XIV (Guerra di Successione Spagnola), Vittorio Amedeo fu incoronato re di Sicilia  e sciolse il voto affidando la progettazione dell'edificio al siciliano Filippo Juvarra (1711).
L'edificazione della futura basilica iniziò il 20 luglio 1717 e si protrasse per quattordici anni. Il ruolo di impresario fu affidato allo stuccatore Pietro Filippo Somazzi, che, oltre che di una parte delle decorazioni in stucco, si occupò anche di alcune opere in muratura. Per tutto il periodo della costruzione, si arrivava alla sommità della collina (672 metri, la seconda più alta di Torino) mediante un pessimo sentiero sassoso e tutti i materiali edili venivano trasportati a dorso d'asino.
Il 1º novembre 1731, alla presenza del re Carlo Emanuele III di Savoia, il tempio veniva inaugurato con una solenne cerimonia.

## Storia

### Premessa: l'assedio di Torino

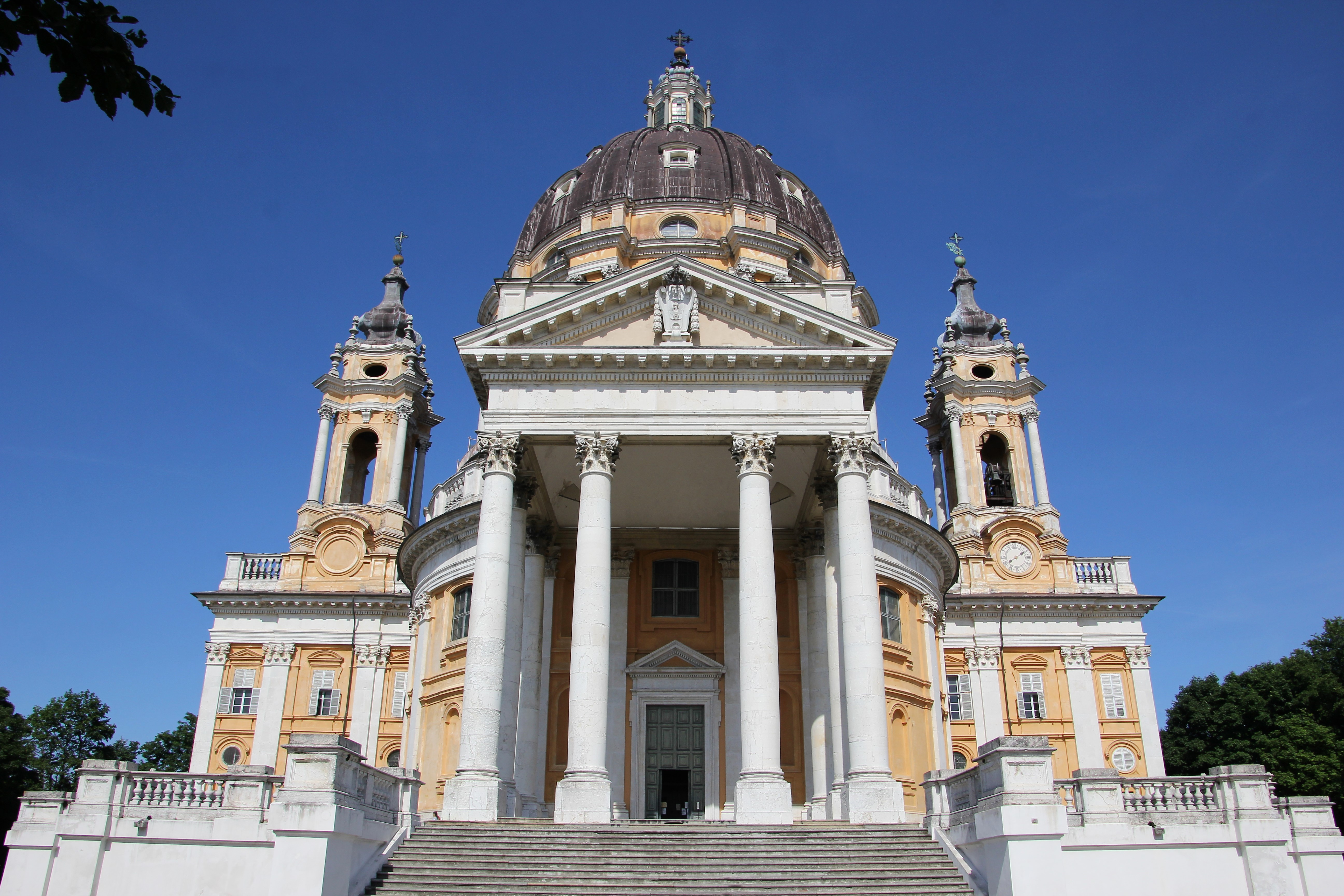
L'ingresso della basilica con il sontuoso pronao sorretto da otto imponenti colonne corinzie

Nella primavera dell'anno 1706 Luigi XIV, con un forte esercito, occupò Nizza e le terre della Savoia, con la ferma intenzione di scendere in Piemonte.
I piemontesi, nel frattempo, si prepararono allo scontro: in città furono accumulate milioni di fascine e una grande quantità di tronchi d'albero, per formare delle barricate difensive. I boschi intorno a Torino furono tagliati per impedire che si formassero dei rifugi utili al nemico, mentre il selciato delle strade della città fu divelto per evitare il pericolo delle schegge provocate dalle cannonate e fu ammassata una grande quantità di viveri sufficiente ai soldati e alla popolazione per almeno quattro mesi.
Il 12 maggio di quello stesso anno (1706) l'esercito francese, forte di 78 battaglioni e di 8 squadroni, complessivamente composto di 60.000 soldati, pose l'assedio alla città di Torino, accampandosi nel triangolo formato da Venaria, Lucento e Regio Parco.
L'esercito piemontese contava, sino a quel momento, soltanto 6.600 unità più 5.000 uomini appartenenti alla milizia urbana.
Il divario era enorme, la differenza di potenziale umano e di mezzi bellici era tale da rendere la situazione dei piemontesi disperata. Eppure bisognava resistere: era in palio la sopravvivenza di Torino e l'autonomia del Piemonte. Tutto dipendeva dalla capacità di tenuta dei piemontesi, dall'eroismo dei soldati, dal coraggio della popolazione e dall'aiuto promesso dall'Austria, con l'invio di un esercito forte di 28.000 soldati sotto il comando del Principe Eugenio di Savoia-Carignano.
Per quattro mesi Torino fu bombardata: sulla città piombavano fino ad oltre 8.000 cannonate al giorno. Fu durante questi quattro mesi di assedio che si verificarono fatti di grande eroismo da parte della popolazione e dei soldati. Il 28 agosto 1706 avveniva l'incontro del Principe Eugenio con l'allora duca Vittorio Amedeo II di Savoia (poi Re di Sicilia dal 1713 e primo Re di Sardegna dal 1720). I due condottieri salirono sul colle di Superga per esaminare meglio, da quell'altura, il campo di battaglia. Constatarono che lo schieramento nemico presentava punti deboli nella zona tra la Dora Riparia e la Stura.
Giunsero alla conclusione che solo convogliando gli attacchi in quella zona ci potesse essere una possibilità di successo.

### Il voto alla Madonna

Vittorio Amedeo II.

Pochi giorni dopo, il 2 settembre, il duca Vittorio Amedeo II e il Principe Eugenio decisero di recarsi una seconda volta sul colle di Superga.
È in questa occasione che, secondo le fonti storiche, i due entrarono insieme nella chiesetta sita sul colle, che fungeva allora da parrocchia per i pochi fedeli della collina. Lo storico Felice Pastore afferma che in quella circostanza, durante una celebrazione eucaristica, il Duca e il Principe si accostarono ai sacramenti; poi venne cantata solennemente l'Ave Maris Stella. Giunti al versetto «monstra Te esse Matrem» (mostra di essere madre) Vittorio Amedeo II si prostrò ai piedi della statua (quella venerata tutt'oggi nella cappella detta del voto) e fece voto che se la Vergine Maria gli avesse fatto ottenere la vittoria, avrebbe fatto costruire, in quel luogo posto sulla cima del colle di Superga, un magnifico tempio a Lei dedicato.

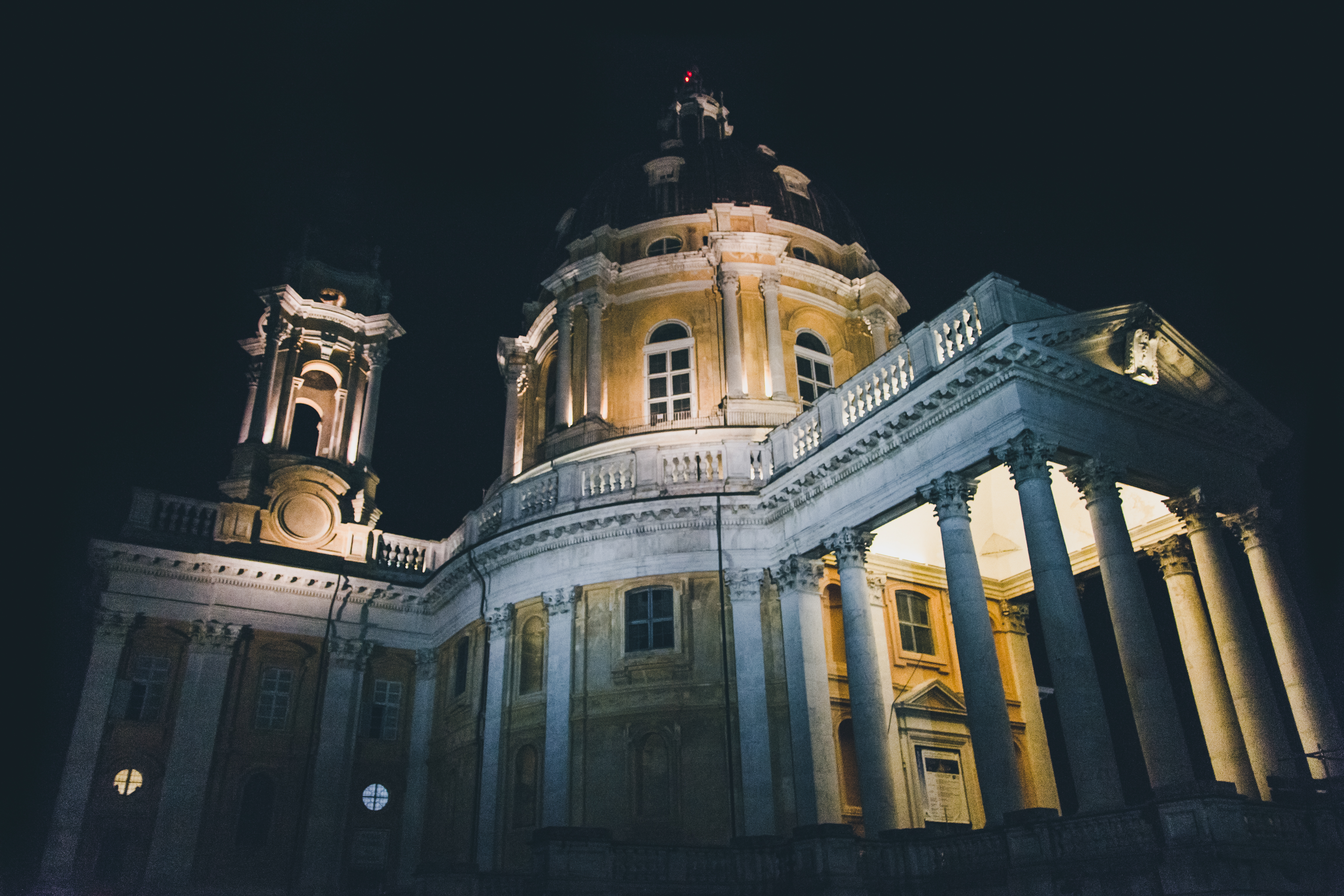
Superga di notte

Notevoli sono le testimonianze sull'esistenza del voto. Il Carbonieri asserisce: «che la notizia del voto fu già raccolta dai viaggiatori che visitarono Superga durante i lavori: Breva, Selhouette, Kejssler. D'altronde che di voto si trattasse è opinione di scrittori settecenteschi, come il Craveri (1753).
Al voto fanno riferimento anche il discorso funebre per Vittorio Amedeo II del vescovo di Alessandria Francesco Giuseppe Arborio di Gattinara, l'11 dicembre 1732, nonché l'epigrafe posta sopra la porta principale all'interno della Basilica di Superga»:
Virgini Genitrici Victorius Amedeus, Sardiniae Rex Bello Gallico, vovit / Et pulsis hostibus fecit, dedicavitque ("Alla Vergine Madre di Dio Vittorio Amedeo, Re di Sardegna nella guerra contro i francesi, fece voto e cacciati i nemici costruì e dedicò questo tempio").
Tuttavia siamo sempre nel campo delle ipotesi, per cui rimane incerto il luogo, quando e come Vittorio Amedeo II proferì il voto. Lo stesso Nino Carboneri nel suo libro, La real Chiesa di Superga di Filippo Juvarra, suffraga la storia del voto ma poi precisa: "Il catalogo del Sacchetti annota sotto il 1715: «Disegno con un modello per la Real Chiesa e convento sopra il monte di Superga, tre miglia distante da Torino, edificato con pietre di taglio e marmi in macchina e sculture». La data corrisponde probabilmente ai primi studi juvarriani, più che all'esecuzione del modello di cui si dirà in seguito. Si apriva dunque una pagina decisiva dopo la lunga fase preliminare, nel corso della quale, il 27 gennaio 1714, Vittorio Amedeo II, aveva spedito da Palermo, capitale del nuovo regno, tre progetti del primo architetto Antonio Bertola per un convento di religiosi contemplativi "sopra il monte di Soperga", uno di questi comprendeva una chiesa "ovata" da costruire lungo il declivio verso Torino."
"Quando il 2 gennaio 1716, Vittorio Amedeo II comunica al sindaco e al consindaco di Torino, in visita alla Venaria Reale, il proposito di stabilire sovra li monti di Superga una casa religiosa, già si allude alla sede definitiva, sul luogo cioè dell'antica chiesa di patronato della Città: la rinuncia di tale diritto rese possibile una completa demolizione dell'edificio e lo spianamento del terreno sottostante, nella misura richiesta dal progetto juvarriano".
«La tardiva decisione di erigere un tempio grandioso sulla vetta di Superga indusse il Rondolino e il Casanova a negare qualsiasi attendibilità alla tradizione secondo cui il voto sarebbe stato formulato sul posto dal duca il 2 settembre 1706, alla vigilia della battaglia di Torino, specificando il luogo prescelto per il suo adempimento; proverebbe indirettamente l'assunto dei due una lettera del Beato Sebastiano Valfrè al duca, del 13 febbraio 1707, con riferimento a una chiesa da farsi "nella cittadella, o a Soperga, o in altro luogo": leggenda popolare, dunque, fatta propria dalla storiografia ottocentesca, in special modo da Pastore e dal Saluzzo».

### La vittoria
I due principi scesi dal colle misero in esecuzione il loro piano di battaglia. La sera del 6 settembre l'esercito piemontese era tutto schierato alle spalle dì quello nemico fra la Dora Riparia e la Stura.
La mattina del 7 settembre 1706 alle ore 10 iniziò la battaglia.
Lo scontro fu tremendo, con perdite ingenti da ambo le parti, però l'esercito piemontese ebbe la meglio; quello francese fu definitivamente sconfitto. La vittoria liberava Torino e la popolazione da tutte le sofferenze, il Piemonte aveva acquistato in un giorno la sua autonomia. La popolazione, venuta a sapere del voto del Duca, attribuì la vittoria all'intercessione della Madonna. Una vittoria inaspettata suscitò in tutti una gioia e un entusiasmo incontenibile. Le sofferenze subite erano state troppe, ora finalmente la liberazione. L'incubo della paura e della morte era scomparso provocando nell'animo di tutti un sollievo indicibile.

### I festeggiamenti per la vittoria
S'iniziarono i festeggiamenti che furono solenni. Torino appariva trasformata, bandiere e drappi sventolavano da ogni parte. Sulla cittadella, segnata dai bombardamenti, sventolava una grande bandiera con al centro lo stemma di Vittorio Amedeo Il.
Torino non si limitò ai festeggiamenti di stato e di folklore, iniziò anche preghiere di ringraziamento in tutte le chiese specialmente alla Consolata. Ma come spesso succede, passati i giorni di euforia e ognuno ritornato alle proprie faccende con il pericolo ormai scampato, si dimenticano anche le promesse fatte. Per questo, alcuni storici, accusano Vittorio Amedeo Il di essersi dimenticato del voto fatto.
A ricordarglielo fu il beato Sebastiano Valfrè, il quale, quattro mesi dopo la liberazione, in data 13 febbraio 1707, scriveva a Vittorio Amedeo: «... ad honor della Vergine potrebbe V.A.R. dedicare la chiesa che farà nella cittadella, o a Soperga, o in un altro luogo». Questo scritto indica il desiderio del Valfrè di erigere a titolo di ringraziamento una chiesa; se non era possibile a Superga andava bene anche in un altro luogo, purché si facesse.
È tuttavia ragionevole pensare che il lungo periodo che trascorse dalla liberazione (1706 al 1716) alla realizzazione del voto, sia dovuto non alla dimenticanza del Duca, ma alle condizioni disastrose in cui si trovava Torino. Non dimentichiamo che la città e il Piemonte uscivano da una lunga guerra, da tante scorribande e rapine. L'erario statale e la cassa ducale erano completamente vuote. La riserva monetaria non esisteva più, tutto era andato a sostenere le spese della guerra. Inoltre bisognava fare prima le cose essenziali, ricostruire la città danneggiata dai bombardamenti, rifare le strade, le case, le chiese danneggiate o lesionate, portare via le macerie, disfare i cunicoli sotterranei, togliere le barricate; un lavoro certamente lungo e costoso per quel tempo. Ricostruita Torino, il Duca pensò poi a mantenere il voto fatto.

### La costruzione della Basilica di Superga

#### L'inizio del lavori

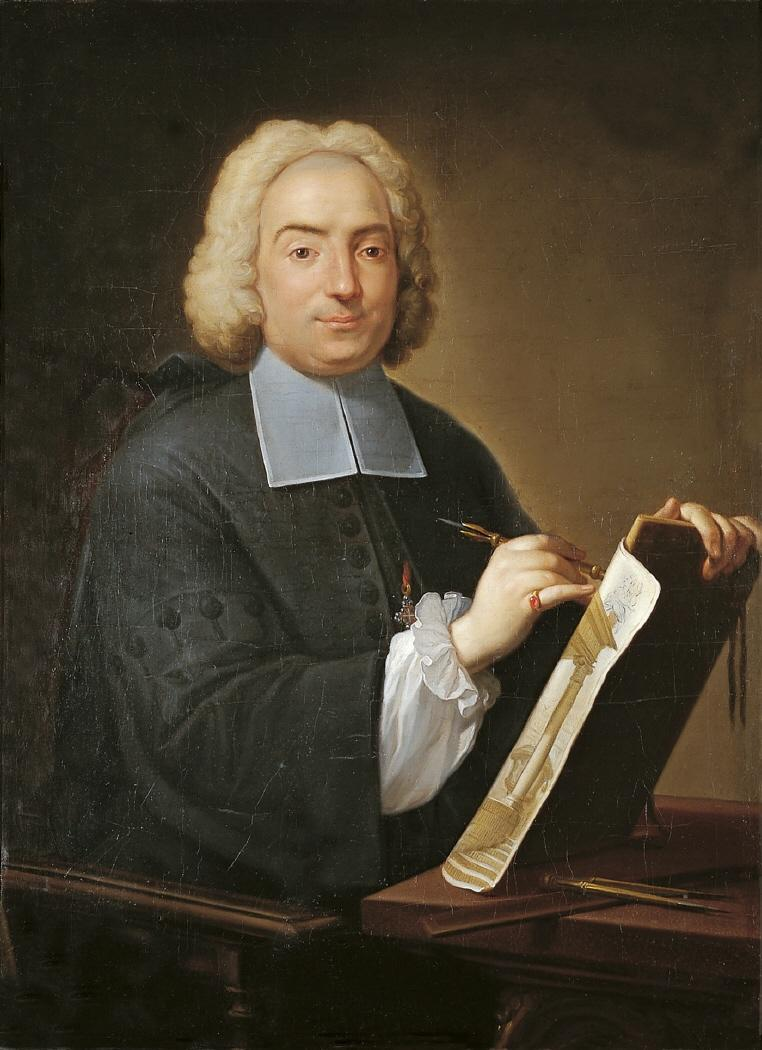
L'abate Filippo Juvarra

I lavori di costruzione della chiesa furono affidati da Vittorio Amedeo II di Savoia all'abate siciliano Filippo Juvarra.
La fama di architetto Juvarra la ottenne con la venuta del duca in Sicilia, divenendo "architetto della real casa". Quando Vittorio Amedeo II, dopo aver assunto il titolo di re, lasciò definitivamente l'isola (1714), portò con sé a Torino anche l'abate Juvarra. A Torino l'attività dello Juvarra assunse un ritmo frenetico e travolgente che si manifesta nelle linee architettoniche di molti edifici cittadini e dei dintorni. Non si limitò a lavorare solo per i Savoia, ma lasciò l'impronta del suo estro e della sua abilità in tutta l'Italia e anche all'estero.
L'abate, figlio di una famiglia di orafi, nacque a Messina nel 1678, ereditando il gusto sopraffino dell'ornamento, del particolare, nell'architettura ardita e geniale. Era suddito spagnolo e già a 21 anni diede prova della sua versatile abilità nel creare le decorazioni e le architetture per celebrare e festeggiare la proclamazione di re Filippo V. Si ritrovò suddito del regno sabaudo, quando nel 1713, il trattato di Utrecht sancì la fine della guerra di Successione spagnola portando la Sicilia sotto il dominio piemontese.

#### Lo scavo del colle
Juvarra aveva elaborato un progetto di costruzione ma il colle di Superga come era geograficamente costituito non dava la possibilità di realizzarlo. Bisogna quindi scavare il colle, abbassandone la cima. Nel maggio del 1716 iniziarono i lavori di demolizione della vecchia chiesa e il conseguente abbassamento. Si trova conferma della data dei lavori dalla firma del contratto e dalla prima rata di lire 50 000, pagate il 7 maggio 1716 dalla tesoreria di stato. Non si trovano nei documenti né il giorno né il mese in cui Vittorio Amedeo diede ufficialmente l'incarico allo Juvarra di effettuare i lavori, certamente nei primi mesi dell'anno 1716, poiché troviamo in quel medesimo anno che era già stato pagato il falegname Carlo Maria Ugliengo, per avere effettuato il modello della basilica e del fabbricato annesso (bozzetto in legno che si conserva ancor oggi a Superga). Questo pagamento spiega con evidenza che in quel periodo lo Juvarra aveva già portato a termine il suo disegno.
L'abbassamento del colle fu compiuto con molta celerità. Con i mezzi a disposizione (picconi, pale, carriole) è sorprendente constatare che nell'arco di un anno 100 operai riuscirono ad abbassare il monte di 40 metri. Nello scavo intervenne anche Juvarra, con una sua descrizione dettagliata nella quale spiega come eseguire il lavoro di scavo e si raccomanda di conservare il materiale scavato, in modo da poter essere eventualmente utile alla costruzione.
Nel corso dei lavori risultò che l'area occupata dall'antica chiesa e i terreni ceduti dal comune, non erano sufficienti a formare un piazzale con le dimensioni richieste dallo Juvarra. Il Regno fu costretto a comperare altri appezzamenti di terreni da alcuni privati, tra i quali uno di proprietà della Compagnia del SS. Rosario, firmarono il contratto di vendita i signori Rocco Nicola e Bertoglio Giovanni, priori in quell'anno. Mentre le squadre degli operai lavoravano allo scavo, la grande quantità di materiale utile alla fabbrica (pietre, mattoni, marmi, legnami ecc.), che proveniva da luoghi diversi, veniva depositata ai piedi della salita che porta al colle, per cui la località venne chiamata "Sassi", nome con cui ancor oggi è conosciuta dai torinesi.

#### La posa della prima pietra
Terminato lo scavo del colle, il 20 luglio 1717 venne deposta la prima pietra sotto il grande pilastro che divide la sacrestia dalla cappella dedicata alla beata Margherita di Savoia, con un'iscrizione in latino incisa su una lastra di marmo bianco e coperta con un'altra dello stesso marmo. L'iscrizione dice:
Alla Madre del Salvatore / Alla Salvatrice di Torino / Vittorio Amedeo, Re di Sicilia, di Gerusalemme e di Cipro / posava la prima pietra il giorno 20 luglio 1717.
Alla cerimonia era presente il marchese Ignazio Giovanni Battista Isnardi di Caraglio, governatore di Torino, in rappresentanza del Re. La cerimonia si svolse con una messa celebrata dal vicario generale del Capitolo, il canonico Domenico Tanfo. Al termine della messa vennero lette le preghiere rituali della benedizione. In quella occasione, il Re, con «regio biglietto», ordinò di elargire allo Juvarra una gratifica di lire mille. I lavori della costruzione iniziarono subito dopo la posa della prima pietra.
Il materiale usato era quasi tutto di provenienza locale, perché era difficile, in quell'epoca, acquistare e trasportare materiale edile dalle altre regioni d'Italia o da altri stati. Le cave di marmo maggiormente sfruttate erano quelle di Frabosa, Gassino, Rossasco, Foresto; invece l'onice veniva estratto dalla cava di Busca-Dronero. Dalla cava di Frabosa, essendo la più lontana da Torino, il trasporto o «le condotte» si svolgevano in due tempi; prima fino a Chieri e poi da Chieri a Superga. I blocchi di marmo venivano generalmente abbozzati e talvolta lavorati sul posto, poi trasportati su carri a Superga. La sabbia veniva scavata e tolta presso la confluenza del Po con la Stura di Lanzo. La calce e i mattoni venivano preparati sul colle.
È opportuno far notare a questo riguardo la difficoltà di trasportare il materiale da Sassi a Superga, poiché la strada non era agevole come quella di oggi: essa faceva un diverso percorso, si dirigeva verso Tetti Bertoglio per poi arrampicarsi sul colle. Era, come si legge nelle cronache del tempo, una strada stretta, disagevole, alpestre, che, durante il periodo delle piogge, diventava impraticabile. Troviamo nei conti della tesoreria somme di denaro più volte pagate per ripararla: eppure la maggior parte del materiale, persino l'acqua, è transitata su quella strada. Il Pastore dice che i Reali, quando si recavano a Superga, non passavano mai da questa strada, bensì da Chieri. Quella attuale fu fatta più tardi, al tempo di Carlo Emanuele III. Le cronache dicono che i lavori iniziarono verso la fine del 1755 e finirono solo nel 1760, perché ebbero un rallentamento a causa di un contenzioso sorto tra il curato Carlo Rosso e i Reali per l'esproprio di una casa.
Non si ha, dagli archivi del tempo, una dettagliata descrizione progressiva dei lavori compiuti nella costruzione della basilica; tuttavia si può ricostruire tutto l'andamento della fabbrica consultando i registri di pagamento della tesoreria, poiché i pagamenti venivano fatti a lavoro «compiuto e collaudato» o «a mira del travaglio che si andarà facendo». Questo lavoro di comparazione l'ha compiuto egregiamente Nino Carboneri nel suo colossale volume La Real Chiesa di Superga di Filippo Juvarra.

### L'inaugurazione della Basilica

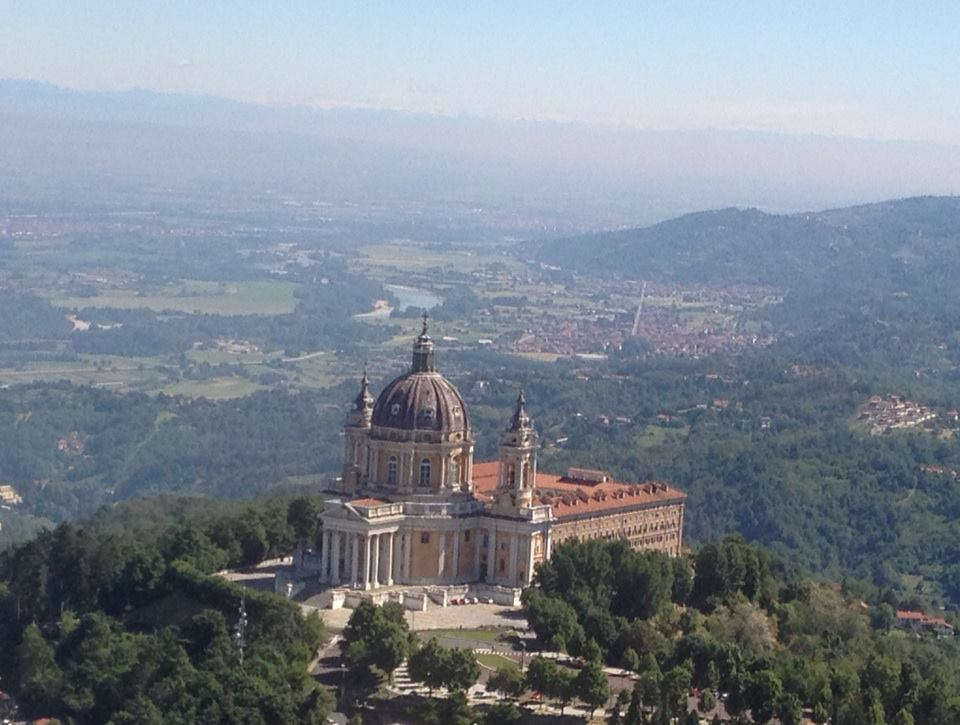
Veduta aerea della basilica

Verso la fine dell'anno 1730 la chiesa era quasi completata: mancavano solo alcune rifiniture molto marginali; anche il caseggiato destinato ad accogliere i convittori era finito, arredato e reso abitabile. Mancava da terminare la residenza del Re (la parte rimasta incompiuta) e a questa si sarebbe pensato in seguito; non se ne fece nulla ed è rimasta così com'era allora. Lo stesso Vittorio Amedeo II, che nel frattempo aveva abdicato il 13 settembre 1730 in favore del figlio Carlo Emanuele III, scriveva da Chambéry al marchese d'Ormea (17 dicembre 1730): «... abbiamo tutta la soddisfazione d'intendere che nel prossimo aprile si consacri la chiesa e si apra il convitto di Soperga». Sorsero però delle difficoltà che costrinsero a dilazionare l'inaugurazione. Non si conoscono con esattezza le cause (forse furono dovute alla nomina del preside e dei convittori), tuttavia il 23 ottobre 1731 Carlo Emanuele III poté nominare i dodici convittori e stabilire la data dell'inaugurazione. Da un documento attendibile si apprende che il giorno 30 ottobre 1731 tutti i convittori con il preside Cerretti erano radunati a Superga.
La sera del 31 ottobre il grande elemosiniere del Re, Francesco Giuseppe Arborio di Gattinara, benediceva la chiesa alla presenza dell'architetto Juvarra. Il giorno seguente, 1º novembre 1731, la chiesa veniva aperta al pubblico con una solenne celebrazione. Alla cerimonia erano presenti il re Carlo Emanuele III, lo Juvarra, i convittori, le autorità civili e numeroso pubblico; mancava solo Vittorio Amedeo II, l'ispiratore e l'ideatore della Basilica, perché il figlio non gli permise di essere presente all'inaugurazione del più bel monumento costruito a Torino, lasciandolo relegato nella residenza di Chambéry.
La consacrazione della basilica venne compiuta il 12 ottobre 1749 dal cardinale Delle Lanze. Non si può stabilire con esattezza la cifra che si spese per tutta la costruzione di Superga, perché nei registri di pagamento della tesoreria di stato alla voce «Soperga» furono aggiunte anche somme di denaro pagate per lavori eseguiti in altre località, per esempio Rivoli, Venaria, ecc. tuttavia un calcolo approssimativo farebbe pensare a circa due milioni di lire antiche del Piemonte.
I sotterranei della basilica ospitano parte delle Reali Tombe della famiglia Savoia.

### Gli eventi successivi
Intanto il 26 agosto 1730 fu fondata la "Reale Congregazione della Madonna di Superga", che nel 1833 prese il nome di Accademia ecclesiastica di Superga. Fu soppressa il 29 maggio 1855.
Nel 1800 (anno VII della Repubblica) si era avanzata l'ipotesi di trasformare la basilica in un "Tempio della riconoscenza". Le tombe dei Savoia, che erano ivi tumulate, rischiavano di essere traslate altrove per lasciar posto alle ceneri dei piemontesi caduti al fianco dei giacobini: nulla di ciò venne effettuato.
1799: il Comitato dei 25 decreta la spogliazione della Basilica di Superga.
Il 7 gennaio 1799 nevicava e violente folate di vento obbligavano i torinesi che la mattina uscivano di casa a camminare lungo i muri degli stabili. Dobbiamo immaginare il loro stupore alla lettura di un manifesto che, in molte copie, era stato affisso nella notte. Eccone il testo: «Saranno tolte dalla Basilica di Superga e dal sotterraneo tutte le insegne e le iscrizioni donde si possa ricavare memoria della causa della sua erezione e dei Re che la consacrarono al loro fasto. Il sotterraneo sarà mondato dalle ceneri dei Re e dei Principi in esso raccolte. In luogo delle insegne principesche e delle divise reali, saranno collocati gli emblemi della libertà e dell'uguaglianza; il Tempio di Superga riceverà le ceneri dei patrioti piemontesi e degli uomini illustri».
Il decreto era stato emanato il giorno prima e la disposizione, nella sua forma iniziale, prevedeva l'abbattimento della Basilica e solo l'opposizione di pochi aveva evitato il peggio. Nel Comitato che reggeva, anche se solo formalmente, il Piemonte (occupato dai francesi, ma non ancora giuridicamente unito alla Francia, come avverrà pochi mesi dopo e per pochi giorni) si litigò sulla dicitura del Decreto perché ricordare i "patrioti" e "gli uomini illustri", poteva far sembrare che i patrioti non fossero illustri.
I rivoluzionari piemontesi, in realtà, cercavano di imitare la convenzione francese che aveva, nel 1793, decretato l'abbattimento della Cattedrale di Notre-Dame a Parigi, dedicata poi, invece, alla Dea Ragione (impersonata dalla prima ballerina dell'Opera), disponendo, comunque, la rimozione delle statue dei Re di Giuda dalla facciata, nel timore che rappresentassero i monarchi francesi.
Per attuare l'epica impresa della spogliazione di Superga (che ricordava le vicende di Saint-Denis e di Hautecombe) venne organizzato un corteo di scamiciati, ma avvenne l'incredibile: il generale Grouchy, per ingraziarsi il quale la deliberazione era stata presa, dimostrò di avere più buon senso dei rivoluzionari piemontesi e vietò la profanazione del Tempio.
Nel 1884 è stata aperta una funicolare basata sul sistema Agudio che collegava la sommità della collina di Superga (a circa cento metri dalla Basilica) con il quartiere Sassi in Torino. La linea, lunga circa 3,1 km, è stata elettrificata e trasformata in tranvia a cremagliera nel 1934. La linea è tuttora in funzione con il materiale rotabile del 1934 (le motrici) e del 1884 (i vagoni).
Il 4 maggio 1949 avvenne la tragedia di Superga: l'aereo che trasportava la squadra del Grande Torino, in ritorno da Lisbona, si schiantò sul retro del complesso non lasciando sopravvissuti.
Tra il 2018 e il 2019 la basilica è stata sottoposta a interventi di restauro.
Il 2 agosto 2021, dopo cinquantasette anni di gestione da parte dei Servi di Maria, l'arcivescovo di Torino monsignor Cesare Nosiglia ha affidato la basilica alle cure del SERMIG.
L'11 luglio 2024 è stato siglato il protocollo d'intesa finalizzato al completo rilancio del sito monumentale e al potenziamento del suo valore sociale e culturale, destinando € 15.000.000 per la riqualificazione di tutti gli ambienti interni ed esterni della Basilica, il restauro degli ambienti di pregio, la totale accessibilità degli spazi, la catalogazione e digitalizzazione dei volumi antichi della biblioteca reale, la realizzazione di un percorso interattivo museale e il potenziamento della mobilità verso il colle di Superga.

## Il complesso

### La Basilica

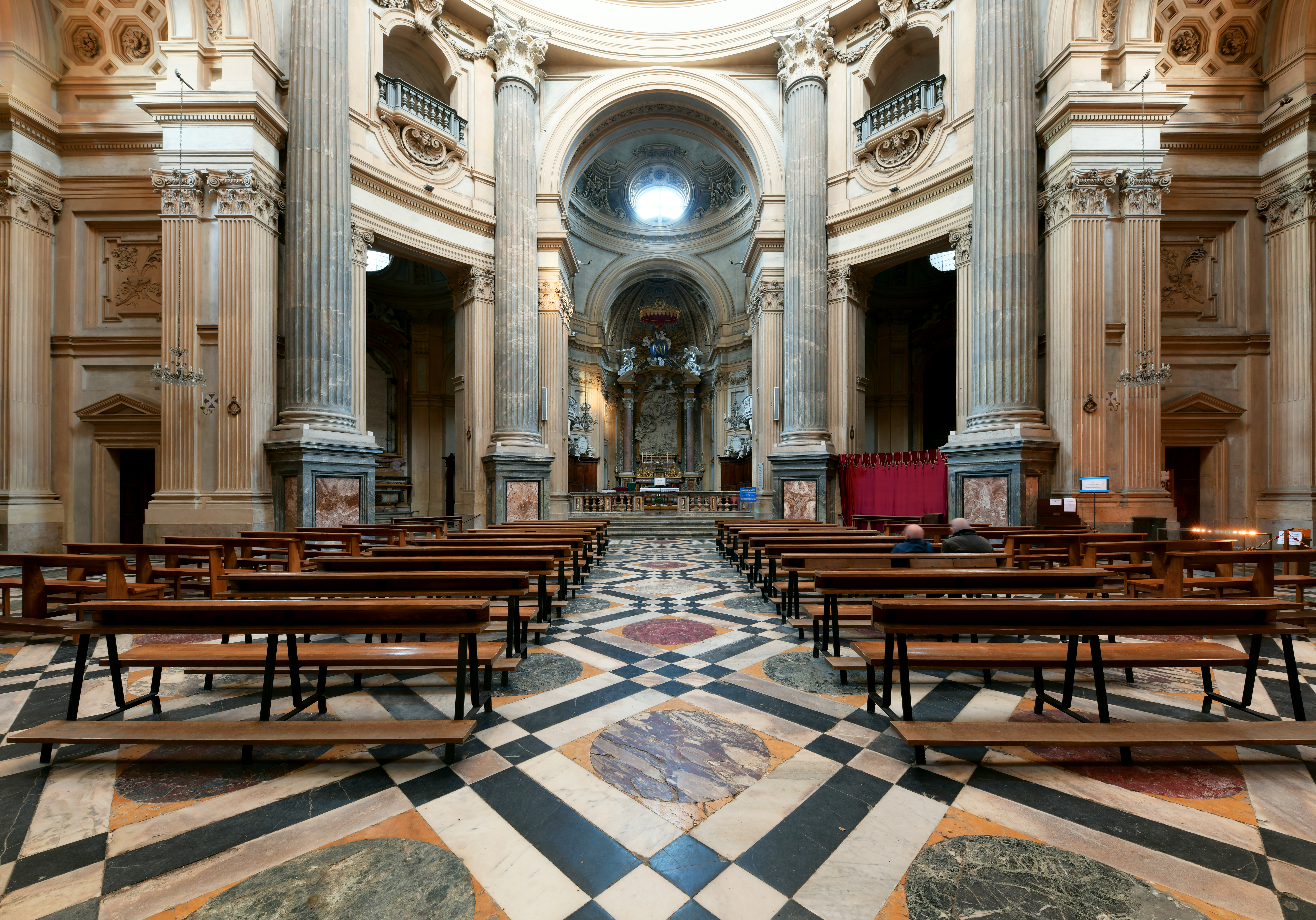
L'interno

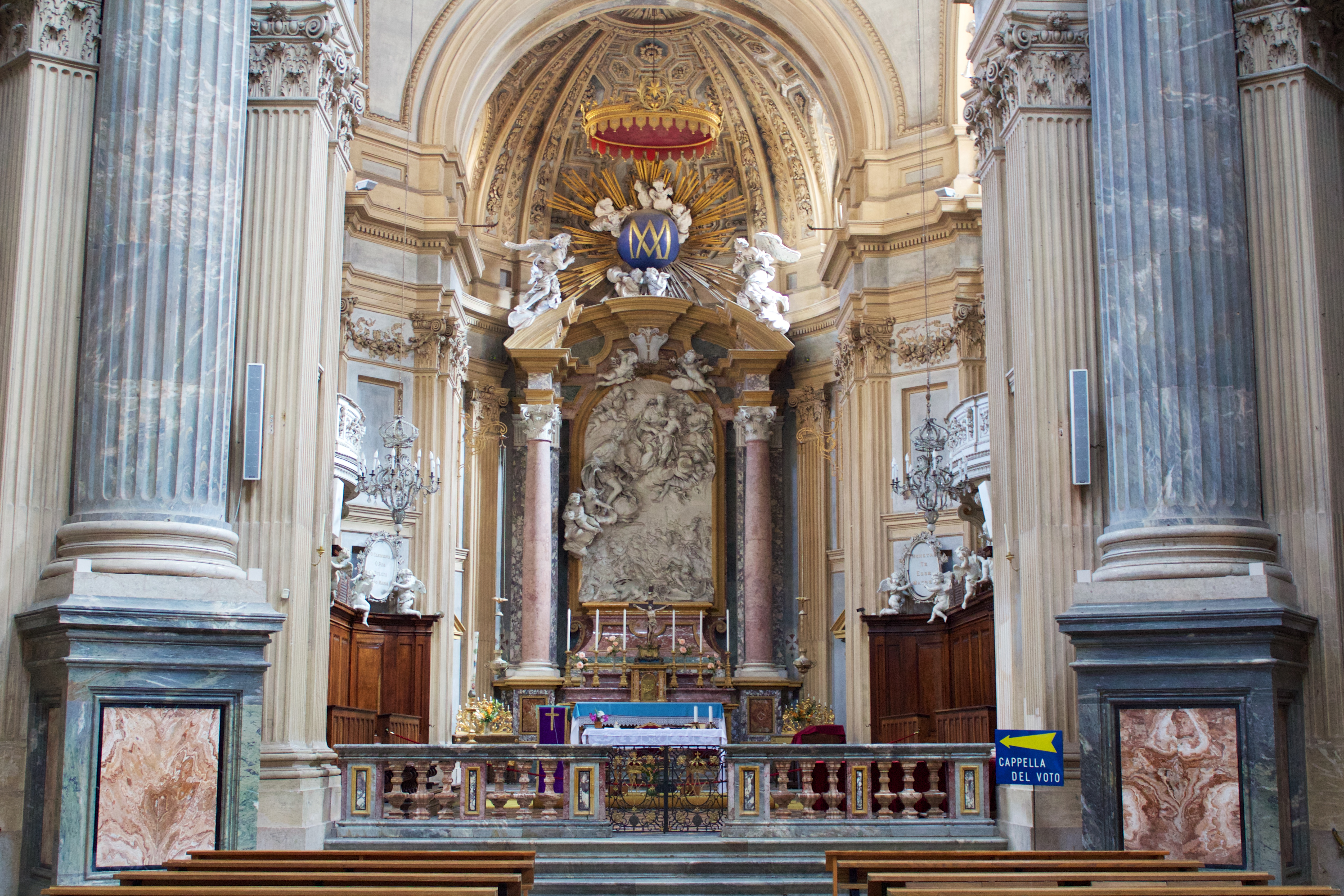
L'altare maggiore

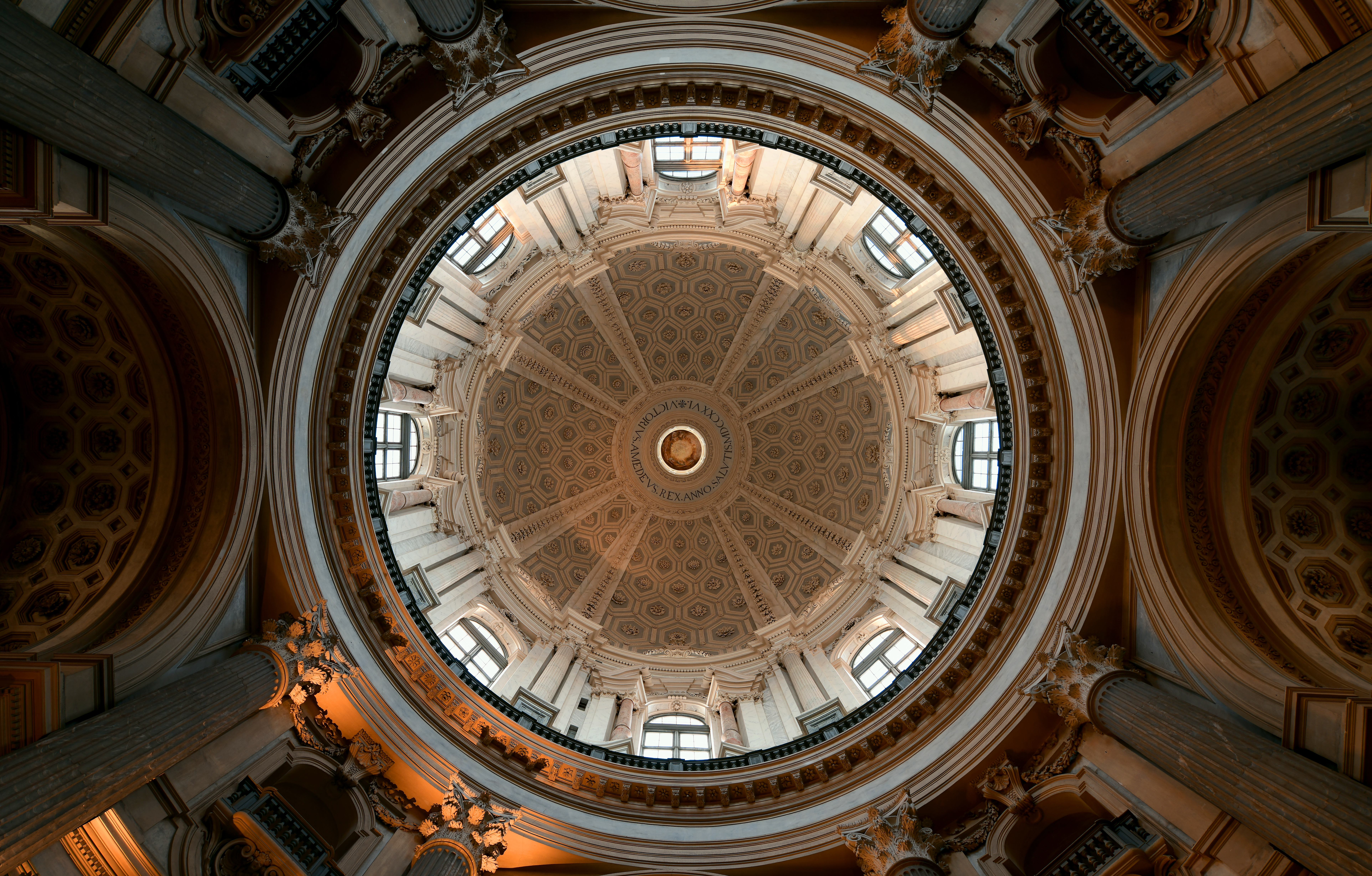
La cupola vista dall'interno

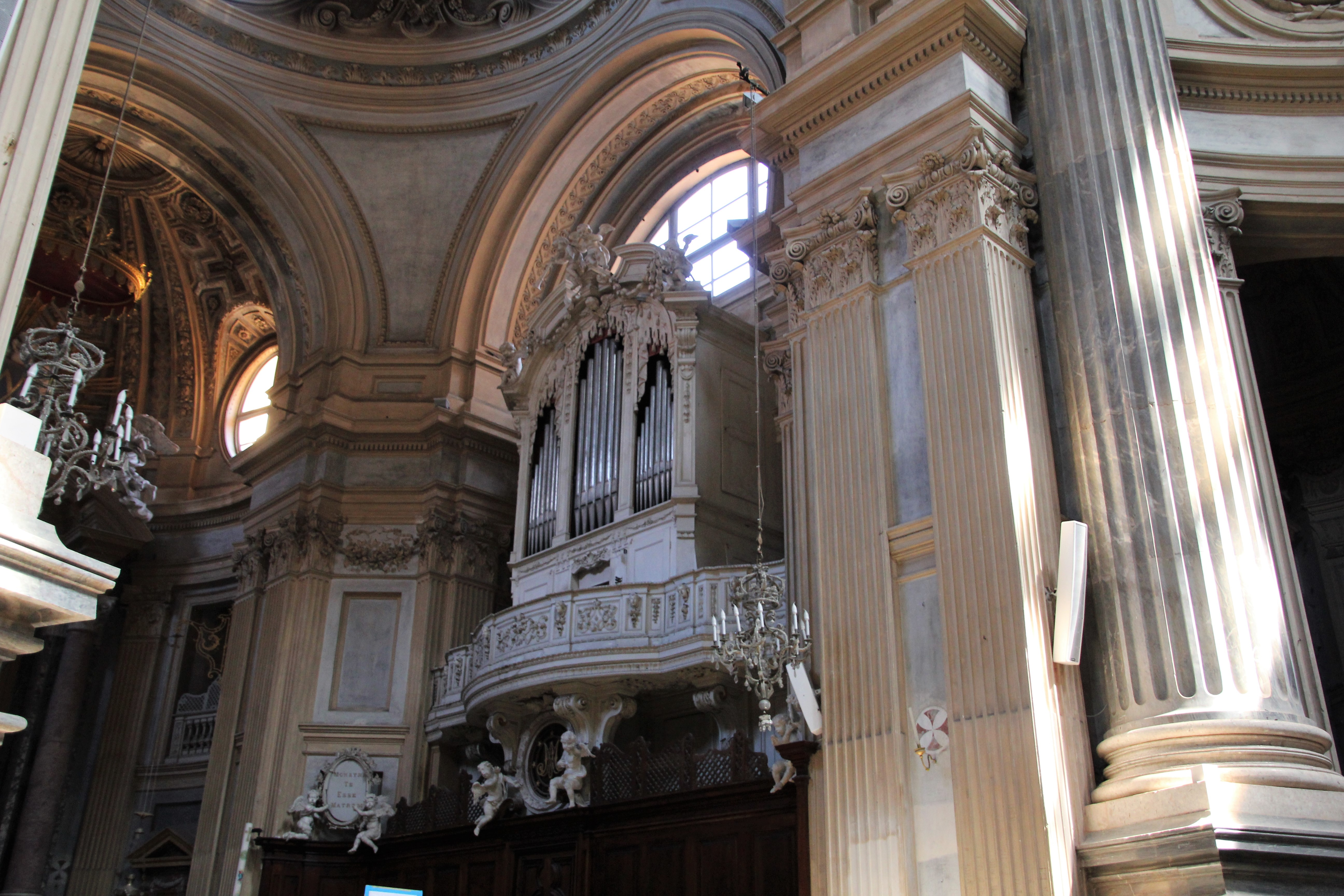
L'organo

Come detto, nel 1731 venne inaugurata la basilica. Le dimensioni della chiesa risultano imponenti:
la lunghezza è di 51 m. mentre con la cupola risulta alta 75 m. Queste caratteristiche, combinate all'altezza del colle (672 m), la rendono visibile anche da grandi distanze ed in primo luogo da Torino. Allo stesso modo dal colle si ha un vasto panorama della città e delle Alpi.
La "fabrica di Soperga" ha soprattutto un significato di "potere": "il sito di costruzione e il progetto stesso della basilica, sono stati studiati e calcolati in modo da essere orientati in linea diretta con lo Stradone di Francia, sull’asse che collega il castello di Rivoli che, con la residenza reale di Venaria, costituiscono un triangolo ideale ma tangibile del potere di Casa Savoia. Questa visione che coniuga armonicamente forme, stili e ambiente, ispirata e voluta al centro dell’arco alpino che fa da corollario, esalta la nobiltà dell'architettura classicheggiante della grande chiesa che emerge maestosa fra il verde della collina; tutto è scenograficamente impeccabile, lungimirante, secondo il principio dinastico dell'arte al servizio del potere".
Scrive il Carboneri: «Il progetto della "fabrica" ha subito in fase esecutiva innumerevoli modifiche, tant'è che a progetto concluso e con il modello in legno ultimato, il Juvarra proseguiva gli studi per ulteriori modifiche strutturali e stilistiche. Comunque tra il 1719 e il 1721, la costruzione ha assunto quella che avrebbe dovuto essere la configurazione definitiva, già comprendente le modifiche più sostanziali: il pronao passa dalle quattro colonne iniziali alle otto definitive, tutte in marmo di Gassino, come quelle dei due campanili che sostengono le torri campanarie. Il convento o Casa dei Religiosi, si sviluppa su tre lati e dispone di un ampio cortile rettangolare che, nel progetto originario, era quadrato, in seguito ampliato per bilanciare, nelle proporzioni, lo sdoppiamento del pronao. Questo cortile interno che accoglie il chiostro, è circondato da una doppia serie di arcate che si snodano in una singolare visione di pieni e vuoti, il tutto, anche in questo caso, "alleggerito" dall'architetto in variante al progetto iniziale. Al centro del cortile un'elegante costruzione poligonale, col tetto a forma di pagoda, nasconde parzialmente l'apertura per la cisterna scavata nel 1727 e terminata dopo la morte dell'architetto, probabilmente su sue precedenti direttive».
Ma è la cupola il capolavoro di tecnica d'avanguardia: è costituita da due calotte, una interna e una esterna, divise da un'ampia intercapedine. Scrive Nino Carboneri: «Numerosi i vantaggi figurativi e pratici della doppia calotta adottata in extremis a Superga. Ne era convinto assertore il Fontana che esortava "li Direttori di simili nuovi Edificii ha disporli in modo habili a sostenere le due Cupole, che sogliono concedere non solo il migliore garbo, ma la difesa magiore d'essi contro l’ingiurie de' tempi"».
La basilica si articola attorno a una chiesa dalla pianta circolare, sormontata da una grande cupola di gusto barocco, preceduta da un pronao sorretto da otto colonne corinzie di ispirazione classica (Pantheon di Roma). Tale influenza si nota anche nell'impostazione a pianta centrale. Ai lati del corpo centrale si elevano due campanili, nei quali è possibile riscontrare l'influenza del Borromini.
L'interno, di pianta a croce greca, è decorato da sculture eseguite da Agostino Cornacchini e Bernardino Cametti e da due quadri, rappresentanti San Luigi e San Maurizio, di Sebastiano Ricci. Alcuni lavori residui si protraggono oltre il 1731; nel 1735 il Juvarra è a Madrid fin dal mese di aprile, poi scompare da Superga dopo ben vent'anni di presenza quasi ininterrotta.
C'è un particolare colorito ma indicativo che riguarda lo stretto rapporto che intercorreva fra lo Juvarra e l'esercito di artigiani impegnati nei lavori, dei veri specialisti, quali: piccapietre, riquadratori, trabuccanti, stuccatori, fabbri, muratori e molti altri, quasi tutta gente del luogo che parlava un piemontese stretto. La frase si trova nel capitolo: Bilanci e calcoli di spese, a pag. 53 del libro del Carboneri: Sabie per la detta fabrica. «La sabbie saranno misurate e abaronate sul posto di detta fabbrica…». Il verbo piemontese "abaronare" (in italiano "ammucchiare"), ha una storia singolare che riguarda il rapporto linguistico, a volte difficile, fra l'architetto siciliano e gli operai piemontesi. Lo Juvarra ascoltava cercando di capire i termini anche tecnici relativi al lavoro, una frase ripetuta più volte, esempio: foma (o pijoma) 'n baron ëd sabia, che in italiano vuol dire: "facciamo (o prendiamo) un mucchio di sabbia", dava a intendere all'architetto che baron, in piemontese, significasse una misura di peso, un termine che si trova nei capitoli dei Conti e Bilanci e calcoli di spese. Un aspetto del Juvarra che dimostra la vicinanza alle maestranze, l'impegno e l'intelligenza eccezionale di un uomo veramente straordinario.

### La Cripta Reale

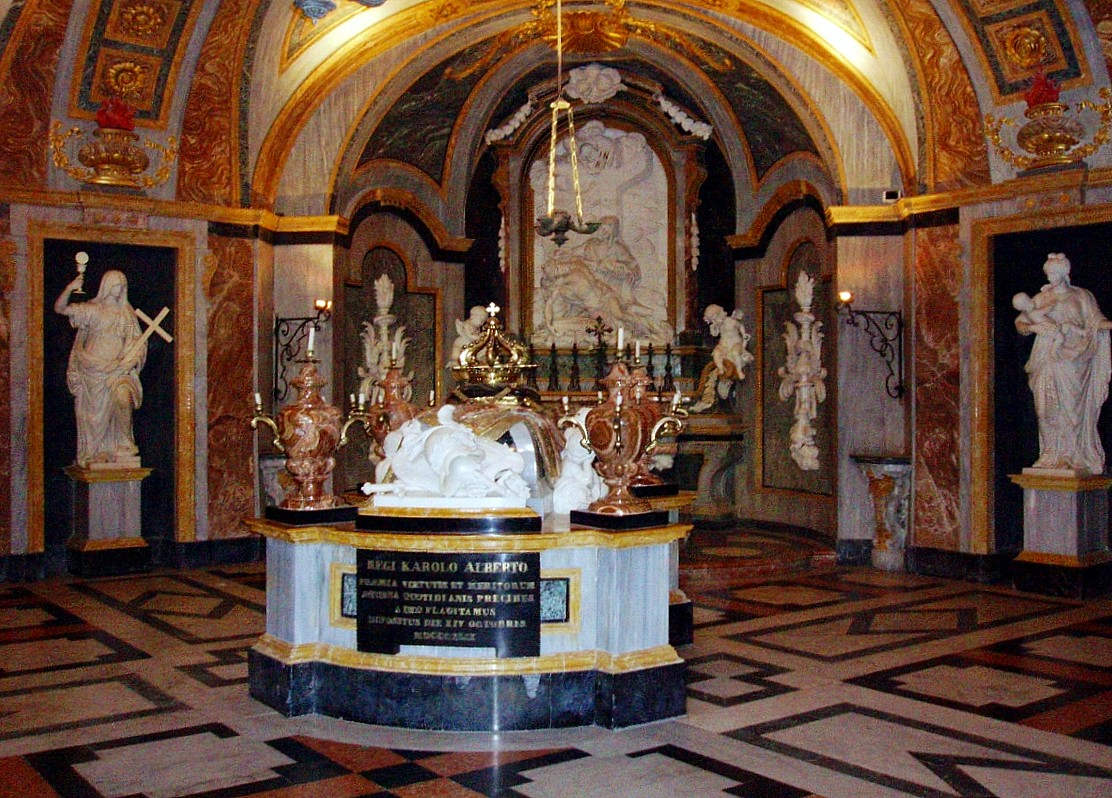
La tomba di Carlo Alberto nella cripta reale

In Superga, per volontà di Vittorio Amedeo III, furono tumulati alcuni membri della Casa Savoia.
Le spoglie sono conservate in una cripta sotterranea riccamente decorata, oggi visitabile.
Tra i feretri presenti, quelli di Vittorio Amedeo II e, all'opposto della sala, di Carlo Emanuele III (padre e figlio, sempre in contrasto tra di loro).
Carlo Alberto e Vittorio Emanuele I sono anch'essi ivi tumulati. Una lapide commemora invece Carlo Felice di Savoia, che preferì essere sepolto ad Altacomba.

### Il convento, la sala dei Papi e gli appartamenti reali
Sul retro della basilica è presente il convento ove risederono, dal 1966 al febbraio 2015, i padri dell'Ordine dei Servi di Maria (fino all'età napoleonica era affidato alla Reale Congregazione di Superga, dopo la Restaurazione e fino al 1951 sarà affidato ad un "prefetto della reale basilica" assistito da un proprio clero in quanto chiesa palatina). Dal chiostro del convento si accede alla sala dei Papi presso cui è conservata l'unica raccolta al mondo di ritratti su tela di tutti i pontefici della storia, da san Pietro in avanti. La sala ov'essi sono esposti li espone in ordine cronologico lungo tutte le pareti. Sempre qui si trovano anche i ritratti degli antipapi, e tra essi Felice V, al secolo Amedeo VIII di Savoia.
Dal convento si accede inoltre agli appartamenti reali, prestigioso punto di ristoro per la famiglia reale in visita alla basilica.

### Monumento a Umberto I
Esternamente alla cappella di Superga, sul piazzale a destra della chiesa, si trova un monumento dedicato alla memoria del re Umberto I di Savoia, ucciso in un agguato, il 29 luglio 1900 a Monza, dall'anarchico Gaetano Bresci. Tale monumento, commissionato dal figlio Vittorio Emanuele III allo scultore milanese Tancredi Pozzi, consiste in una colonna corinzia di granito con un capitello in bronzo sulla quale si trova un'aquila trafitta da una freccia, con chiaro intento allegorico alla morte del sovrano. Alla base della colonna si trova invece la statua di un guerriero celtico che simboleggia la città di Torino, che punta una mano verso il cielo e la spada verso uno scudo di Savoia e il collare dell'Annunziata.
Il monumento fu inaugurato ufficialmente il 7 maggio 1902.

## Galleria d'immagini

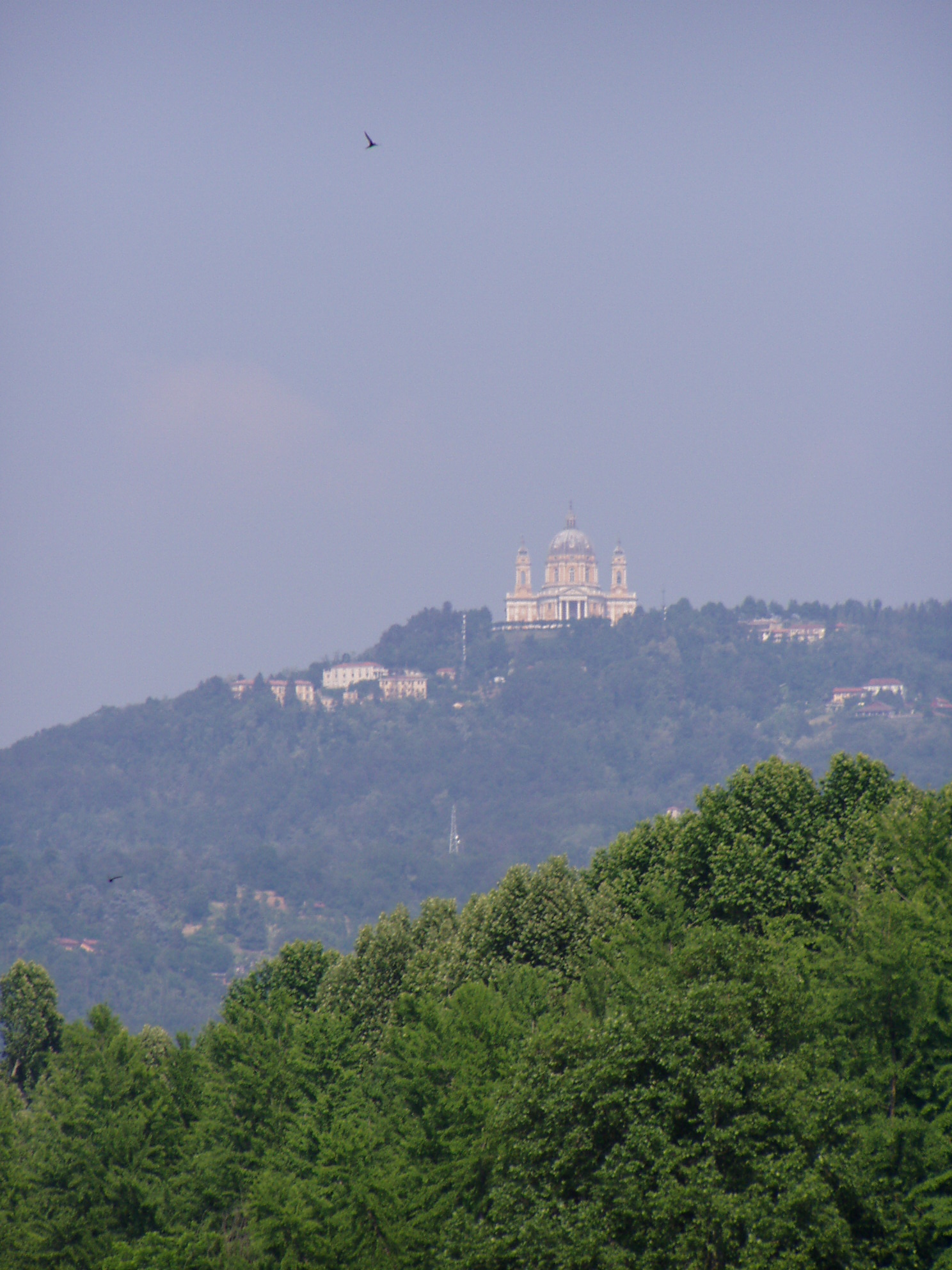
Il colle
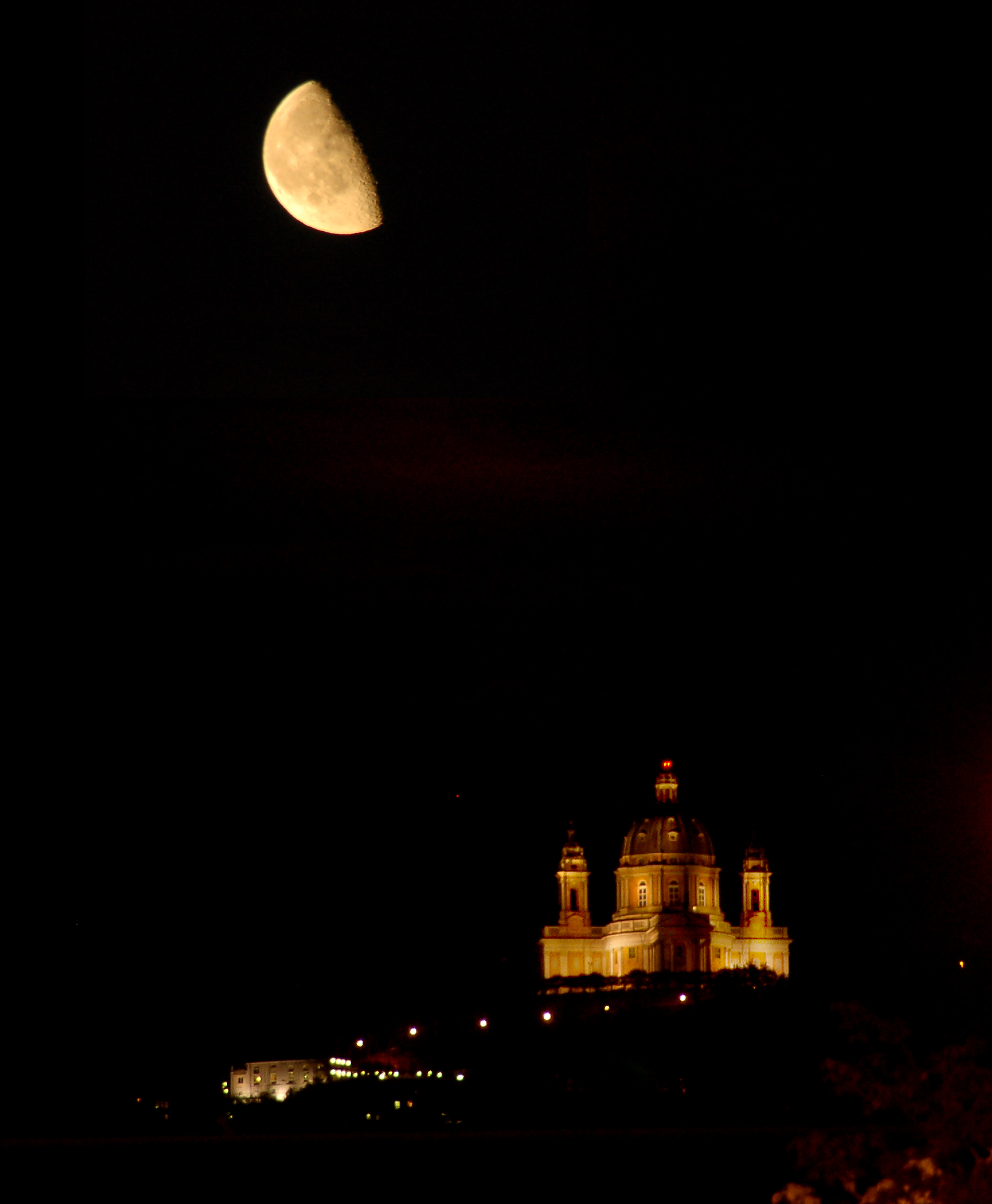
Veduta notturna
L'illuminazione realizzata da Guido Chiarelli, 1963
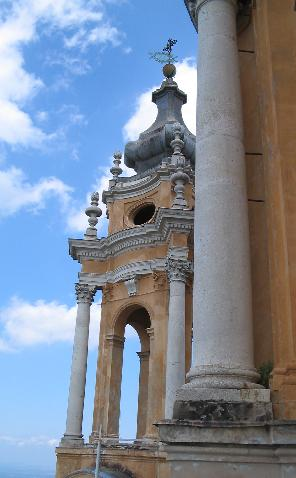
Uno dei due campanili
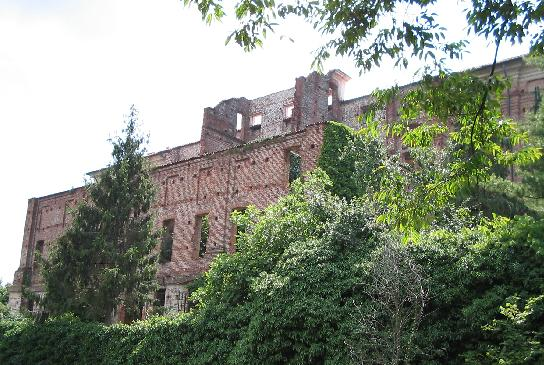
Il muraglione posteriore.
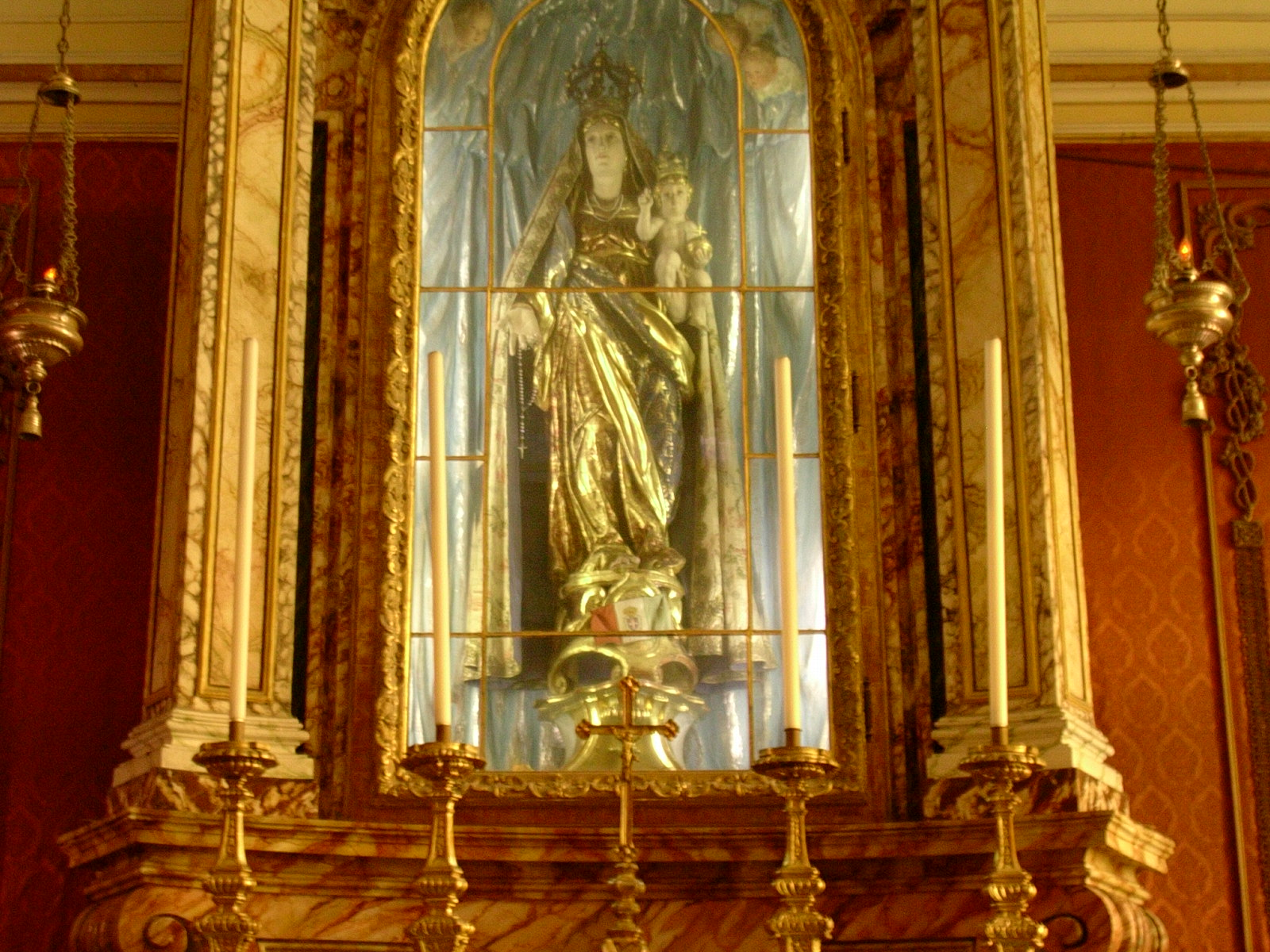
La statua votiva alla Madonna, presente all'interno di una cappella
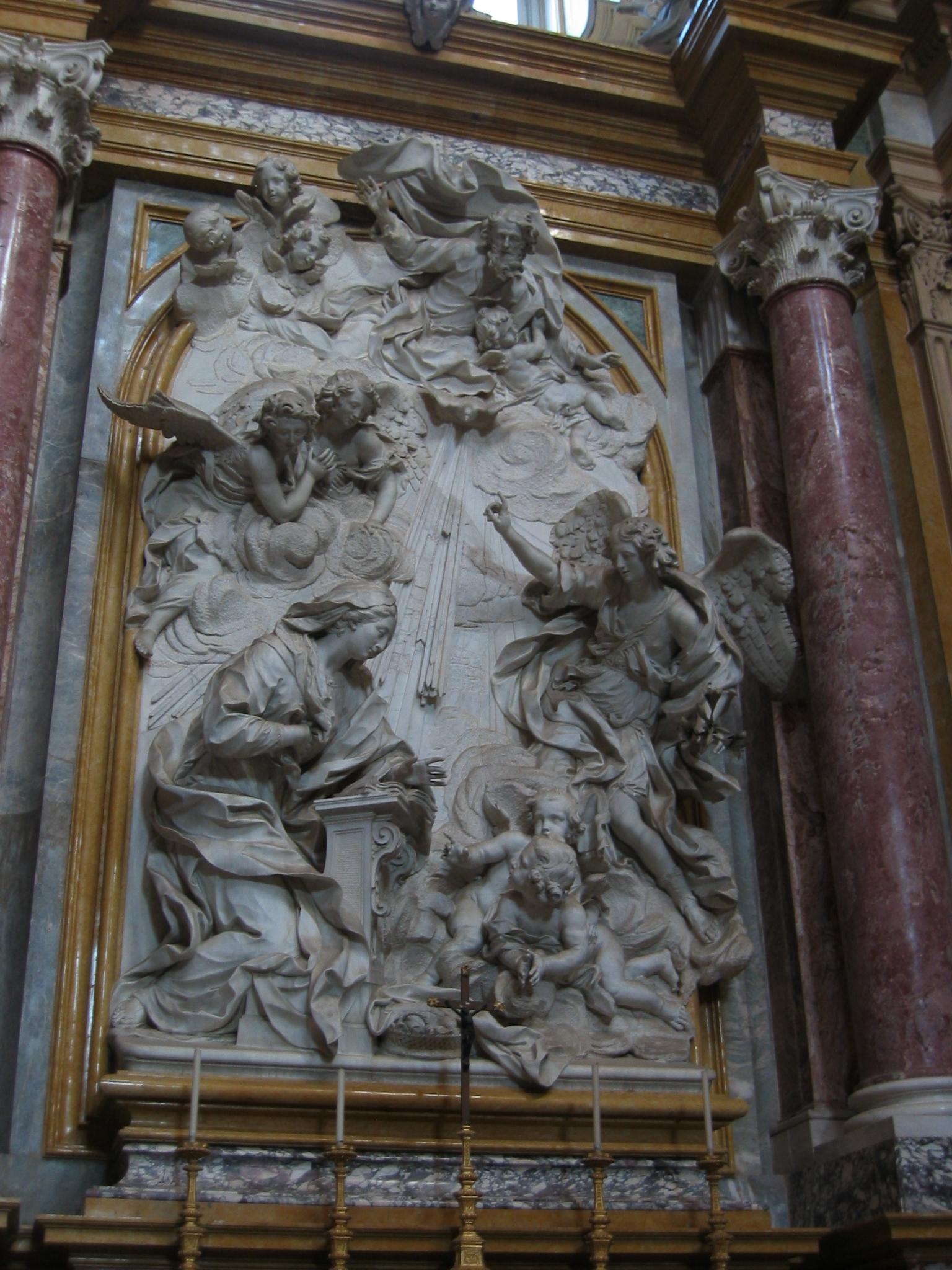
Scultura raffigurante l'Annunciazione
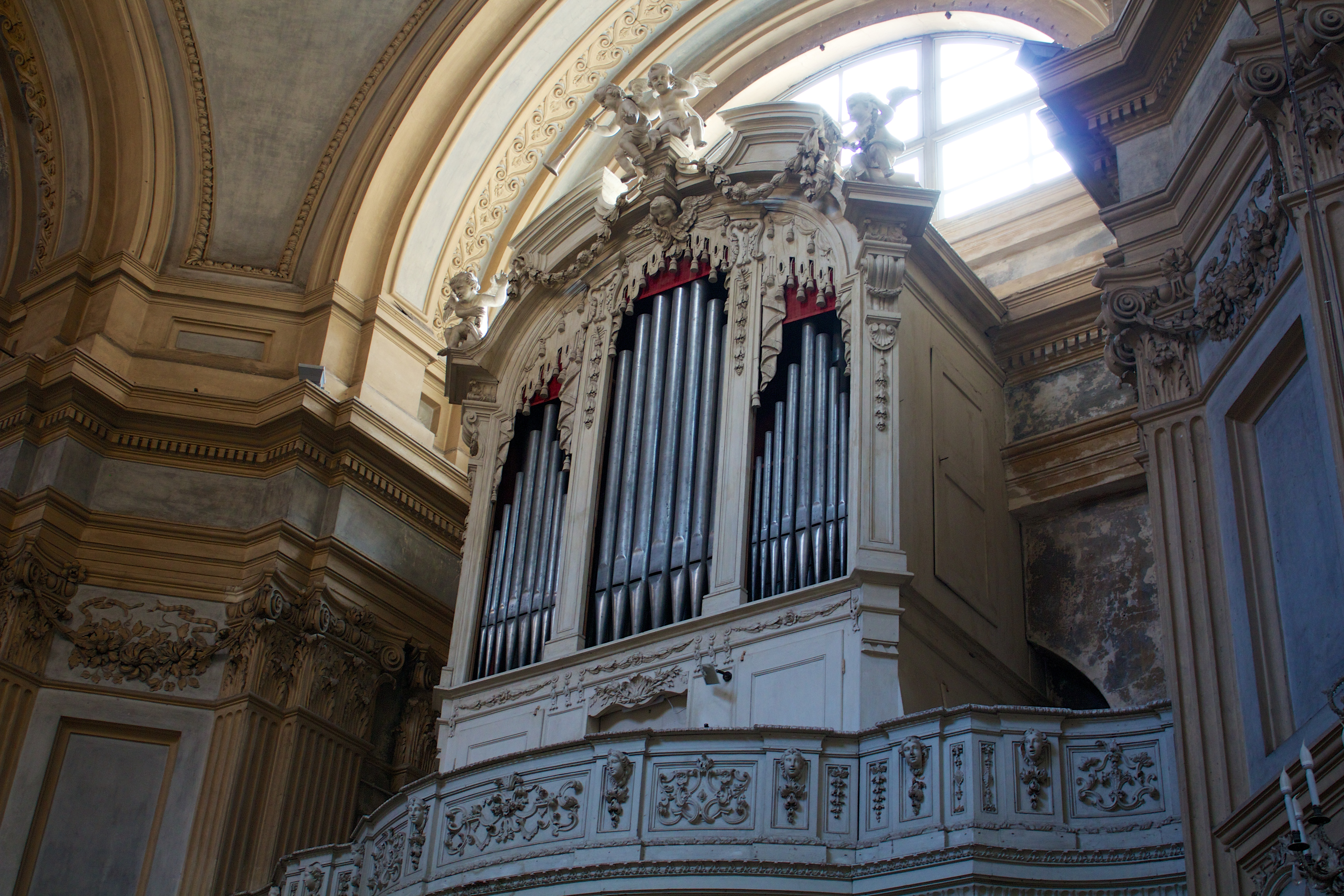
Organo della basilica
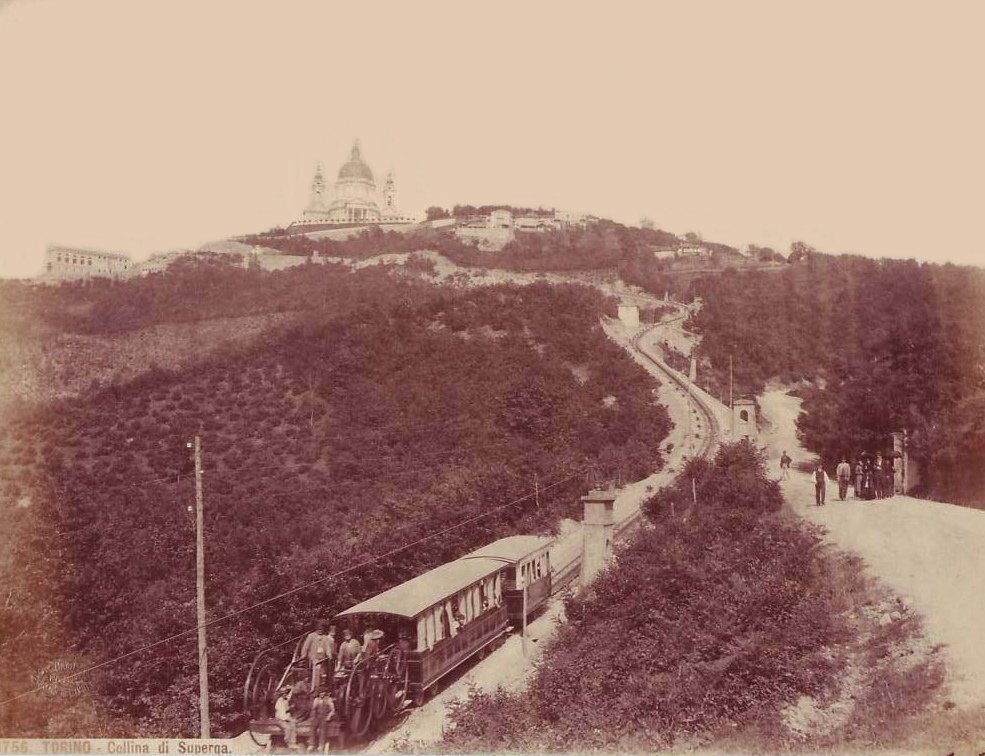
Foto d'epoca della cremagliera Sassi-Superga
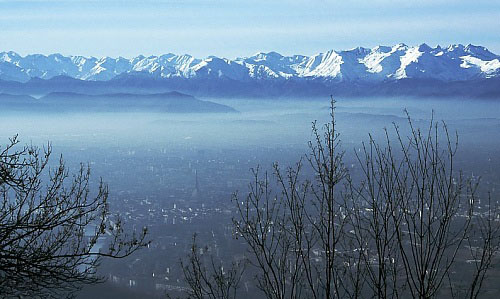
Torino e le Alpi viste da Superga
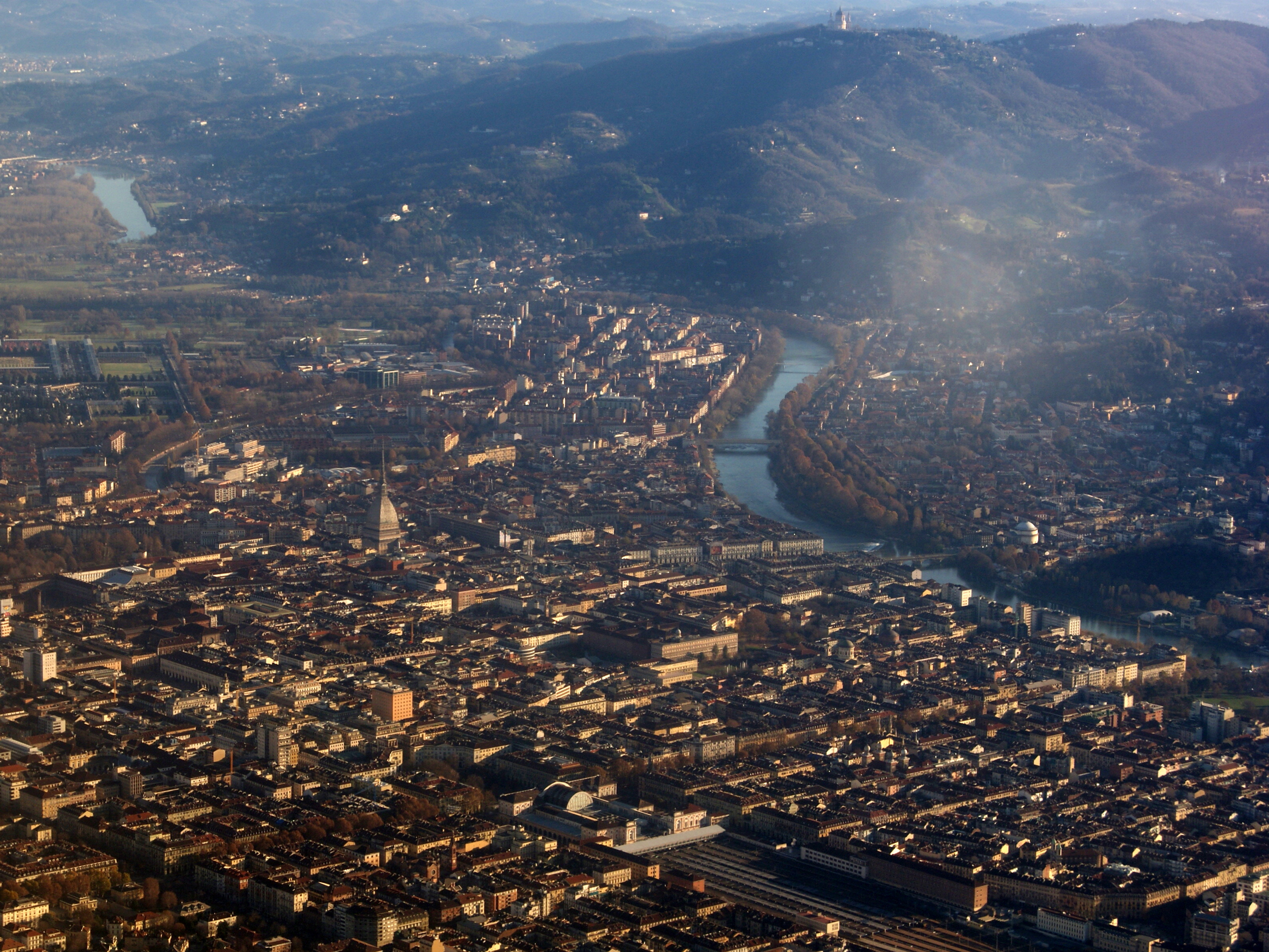
Vista aerea di Torino. In alto è ben visibile la basilica juvarriana.
Vista della Basilica dalla Strada Panoramica di Pino Torinese (Via dei Colli).